# كارلوس ماتشادو (مقاتل)
كارلوس ماتشادو (بالبرتغالية: Carlos Machado؛ مواليد 9 نوفمبر 1963) هو بطل عالمي سابق في الجوجيتسو البرازيلية.